# George Forbes Ellis
George Forbes Ellis (* 11. Mai 1903 in Portales, New Mexico; † 1972) war ein US-amerikanischer Viehzüchter, Pionier auf dem Gebiet der Rindfleischproduktion und Autor.

## Viehzucht
George Forbes Ellis absolvierte das Kansas State Agricultural College (heute Kansas State University) in Manhattan, Kansas in der Tierhaltung. 20 Jahre lang arbeitete er im Viehzucht-Bereich und in der landwirtschaftlichen Beratung, bis er 1944 als stellvertretender Geschäftsführer von Albert K. Mitchell in die Bell-Organisation eintrat. Er leitete von 1947 bis 1970 die im Besitz der Keeney-Familie aus Lubbock, Texas, befindliche Bell Ranch.
Ellis leistete Pionierarbeit auf dem Gebiet der Produktionstests in kommerziellen Viehbetrieben. 1948 eröffnete er das Testprogramm der Ranch in Zusammenarbeit mit John H. Knox und anderen am New Mexico State University Animal Husbandry Department. Er war daran interessiert, das Gewichtsgewinnungspotenzial der jährlichen Kälberaufzucht zu erhöhen und die Art, Qualität und Konformität der Produktion der Ranch zu verbessern. Er wandte Praktiken des Tonumfangs und des Wasserschutzes an, erweiterte und verbesserte das Netz der Ranchstraßen und die Instandhaltung von Zäunen und Pferchen und Erdtanks und entwickelte die „Perra Corrals“. Für seine Arbeit wurde er 1952 zum New Mexico „Cattleman of the Year“ gewählt. Ellis war Mitglied des Cattle Sanitary Board of New Mexico und Direktor der New Mexico Cattle Growers Association und der New Mexico Wool Growers Association. Er schrieb Artikel für verschiedene Publikationen wie New Mexico Stockman und American Hereford Journal und hielt Präsentationen bei verschiedenen Treffen wie dem Hereford Congress im August 1954 in Colorado Springs. Er war von 1956 bis 1958 Mitglied des Board of Regents der New Mexico State University of Agriculture, Engineering, and Science.

## Schriften
Im Mai 1970 zog sich Ellis von der Bell Ranch zurück, zeitgleich mit dem Wechsel des Ranchbesitzes von der Familie Keeney zu William Lane of Connecticut. Er lebte nur noch zwei Jahre, aber in dieser Zeit schrieb er das Buch The Bell Ranch As I Knew It. Dieses Buch gewann 1974 den Wrangler Award for Western Heritage vom National Cowboy & Western Heritage Museum in Oklahoma City als bestes Sachbuch des Jahres.

## Auszeichnungen
Das Museum verlieh ihm den Wrangler, eine Original-Bronze-Skulptur des Künstlers John Free. Diese wird jährlich während der Western Heritage Awards für herausragende Leistungen im Bereich der Western-Literatur, -Musik, -Film und -Fernsehproduktion vergeben.
1988 wurde Ellis zusammen mit seiner Frau Martha Downer Price (Mattie) Ellis von der Beef Improvement Federation mit dem Pioneer Award für ihr Lebenswerk für die Rindfleischbranche geehrt. Die Auswirkungen seiner Arbeit sind in dem Buch Courageous Cattlemen von Robert C, De Baca als einer von 50 Züchtern und Forschern dokumentiert, die die Leistungsbewegung in der US-Rindfleischproduktion am stärksten beeinflusst haben.